# Kripta
Kripta (grčki κρυπτη, kryptē) je prostorija ispod posvećene ili javne građevine. Prvotno je u ranokršćanstvu bila prostorija u katakombama za služenje obreda i pokapanje uglavnom mučenika. Kripta kasnije u crkvama predstavlja prostor za grobnicu sa sarkofagom, lijesom ili za čuvanje relikvija, obično ispod crkvenog kora, a kasnije i ispod crkvenog broda ili transepta. Ponekad su crkve izgrađene na kat kako bi se ostavilo mjesta u prizemlju za kriptu (npr. Crkva Svetog Mihovila u Hildesheimu, Njemačka).